# Петра Ціндлер
Петра Ціндлер (нім. Petra Zindler, 11 лютого 1966) — німецька плавчиня.
Бронзова медалістка Олімпійських Ігор 1984 року на дистанції 400 метрів комплексом.